# Rivodutri
Rivodutri es una localidad italiana de la provincia de Rieti, región de Lacio, con 1.334 habitantes.

## Evolución demográfica
| Gráfica de evolución demográfica de Rivodutri entre 1861 y 2001 |
|                                                                 |
| Fuente ISTAT - Elaboración gráfica por parte de Wikipedia       |